# 一霊四魂

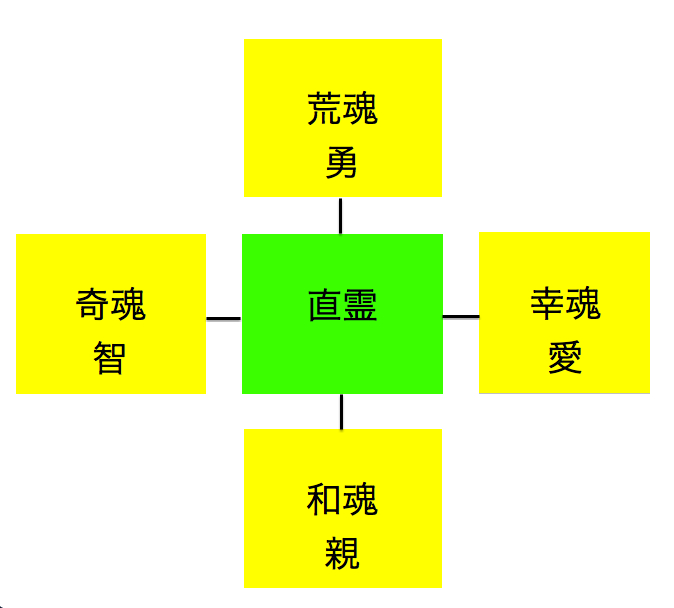
一霊四魂の概念図。

一霊四魂（いちれいしこん）とは、人の霊魂は天と繋がる一霊「直霊」（なおひ）と4つの魂から成り立つ、という、幕末の神道家の本田親徳によって成立した本田霊学の特殊な霊魂観である。

## 概要
一霊四魂説のもっとも一般的な解釈は、神や人には荒魂（あらみたま）・和魂（にぎみたま）・幸魂（さきみたま、さちみたま）・奇魂（くしみたま）の四つの魂があり、それら四魂を直霊（なおひ）という一つの霊がコントロールしているというものである。和魂は調和、荒魂は活動、奇魂は霊感、幸魂は幸福を担うとされる。
一般に、「一霊四魂」は古神道の霊魂観として説明されるが、実際には幕末以降に平田篤胤の弟子である本田親徳によって唱えられた特殊な概念であり、古典上の根拠は一切なく、明治以降に広められた特殊な霊魂観であり、神道辞典などには一霊四魂という名称さえ掲載されていない。
各魂の名称は記紀などによるもので、『日本書紀』の「神功皇后摂政前紀」には新羅征討の際に神功皇后に「和魂は王身（みついで）に服（したが）ひて寿命（みいのち）を守らむ。荒魂は先鋒（さき）として師船（みいくさのふね）を導かむ」という神託があったとある。また、神代には、大国主命のもとに「吾（あ）は是汝（これいまし）が幸魂奇魂なり」という神が現れ、三輪山に祀られたとある。『古事記』では、神宮皇后が、「墨江大神（すみのえのおおかみ）の荒御魂」を国守神（くにもりのかみ）として新羅に祀ったとある。
だが、それらの記述には、神には四魂があるとはどこにも書いていない。ゆえに、それらは別個に活動することがあるとまではいえるが、四魂があるとは言えない。一霊四魂説は、本田親徳とその後継者たちの神学的な解釈から生み出されたとみることもできる。
なお本居宣長は、「出雲国造神賀詞（いずものくにのみやつこのかむよごと）」に、三輪山の神は大国主命の和魂だとあることなどを根拠に、魂には大きく荒魂と和魂の2種があり、和魂にはさらに幸魂と奇魂の働きがあるとしており、四魂としてまとめてみるようなことはしていない。
近世になって、一霊四魂は本田霊学系の後継者によって、古神道の霊魂観として重視され、本田親徳や大本教の出口王仁三郎、また出口王仁三郎の弟子らによって、構造や機能が詳述されていくこととなる。
神理教でも一霊四魂説を唱える。

## 一霊四魂の構造
荒魂には「勇」、和魂には「親」、幸魂には「愛」、奇魂には「智」というそれぞれの魂の機能があり、それらを、直霊がコントロールしている。簡単に言えば、勇は、前に進む力、親は、人と親しく交わる力、愛は、人を愛し育てる力、智は、物事を観察し分析し、悟る力である。
これら4つの働きを、直霊がフィードバックし、良心のような働きをする。例えば、智の働きが行き過ぎると「あまり分析や評価ばかりしていると、人に嫌われるよ」という具合に反省を促す。つまり、この直霊は、「省みる」という機能を持っている。
悪行を働くと、直霊は曲霊（まがひ）となり、四魂の働きは邪悪に転ぶとされる。

### 四魂の機能
勇 － 荒魂（あらみたま）
「勇」は荒魂の機能であり、前に進む力である。勇猛に前に進むだけではなく、耐え忍びコツコツとやっていく力でもある。行動力があり、外向的な人は荒魂が強い。
親 － 和魂（にぎみたま）
2つ目の魂の機能は和魂であり、親しみ交わるという力である。その機能は、1字で表現すれば「親」である。平和や調和を望み親和力の強い人は和魂が強い。
愛 － 幸魂（さきみたま、さちみたま）
3つ目の魂は幸魂であり、その機能は人を愛し育てる力である。これは、「愛」という1字で表される。思いやりや感情を大切にし、相互理解を計ろうとする人は幸魂が強い人である。
智 － 奇魂（くしみたま）
4つ目は奇魂であり、この機能は観察力、分析力、理解力などから構成される知性である。真理を求めて探究する人は、奇魂が強い。

## 歴史
「一霊四魂」という新しい概念は、幕末から明治の国学者・本田親徳（ほんだ ちかあつ）によって成立した。
「一霊四魂」という概念は本田以前には一切文献にはなく、本田独自の霊魂観であるが、これには西洋のスピリチュアリズムの影響がうかがえる。
また、本田の弟子の長沢雄楯（ながさわ かつたて）の弟子であった出口王仁三郎は、人間の霊魂だけではなく森羅万象がこの一霊四魂から成り立っていると説いている。

## 類似概念
- 五方 - 五行思想の五方（5つの方位）の概念に類似している。五方では、北が水、南は火、東は木、西は金、中央は土、になる。

仮に一霊四魂に五行をあてはめると、荒魂は火、和魂は水、幸魂は木、奇魂は金、直霊は土、に相当すると考えられる。